# やまう
やまう株式会社は、東京都目黒区に本社を置く漬物メーカーである。

## 沿革と商品
創業者の梅澤敏雄は、山梨県猿橋町出身である。第二次世界大戦の中国での軍務を終え、1946年1月9日に鹿児島に帰国したのち郷里の山梨に滞在したのはわずか3日間だった。埼玉県や神奈川県、千葉県の親戚回りをし、仕事探しを始める中、サツマイモを東京都内に搬入する仕事が舞い込んだ。しかし、食糧管理制度の統制下にある品物をヤミで取り扱うことは人生第2のスタートを汚したくない敏雄の想いに反し、この儲け仕事を断った。そんな折、義兄から山東菜の漬物の商売話が持ち込まれた。1樽あたり550円の四斗樽を50樽買い付け、埼玉県岩槻町から東京の目黒に木炭車で運ぶと、漬かりすぎてやや酸味が強くなっていたが飛ぶように売れた。1946年2月11日のことであり、これが梅澤商店の創業の日となった。1948年1月、資本金18万円で「合資会社梅澤商店」を設立。卸売問屋からメーカーへの転身を図る。
取引先から独自の味を確立することを進められ、沢庵漬けを試作したが、舗装が行き届いていない道路事情のため土埃にまみれてしまった。そこでふすまを水洗いし、べとつかないよう工夫し甘味料や化学調味料、トウガラシなどで味付けの向上を図った。こうしてできた新商品「ふすま漬け白沢庵」はヒット商品となる。1949年より「楽京漬」「生姜漬」、1950年に酒悦の協力を得て「福神漬」、1951年に「しその実漬け」「奈良漬」の製造を開始し、総合漬物メーカーに成長する。
1951年にはしその実漬けを皮切りに関西地方にも進出した。当時の関西では小売店が福井県三里浜の農協から仕入れた花らっきょうの塩漬けを店舗ごとに味付けして販売することが一般的であったが、大粒で食感が良く、あらかじめ味付けされている梅澤商店のらっきょう漬は好評を博した。競合他社に先駆け陶磁器や白砂糖の景品付き販売を行ったが、漬物や味噌の専門店が砂糖を売りたくても仕入れが困難だった当時の状況から、小売店から喜ばれ拡販に寄与した。1952年7月には株式会社に改組し「株式会社梅澤敏雄商店」に社名を改めた。
1958年に発売開始した「若なす」は鮮やかな紫紺色を保つ研究を重ねヒット商品になったが、製品に使えないボケなすが多く発生した。当時設置された研究室は、しその実・葉と生姜を混ぜ合わせ「しそ風味」として商品化に成功した。1964年に「胡瓜の矢車漬」、1968年「おいどん漬」、1969年「大根キムチ」「カレー専用福神漬」1973年「京のしば漬」と新商品を開発。1979年に発売開始した「どんど漬」は東北地方のなた割漬をイメージし、手切りした大根に鰹節と醬油で味付けした商品で、30社から類似品が出るほどのヒット商品となった。
1960年より台湾から原料の生姜・キュウリ・ラッキョウを輸入していたが、台湾の経済成長に伴い物価や人件費のメリットが薄れ中国や東南アジアからの調達にシフトしていく、1982年からは中国浙江省で同社の技術指導により作付・漬け込みが行われたキュウリが輸入されるようになった。1973年からは製品の輸出も開始され、4月にアメリカ向け「若なす」「どんど漬」「青しその実」、11月からは東南アジア向けに「若なす」「きうり一本」「どんど漬」が販売された。1985年には「お茶漬パリパリ」が発売され今日まで続くヒット商品となっている。
2017年には、東銀座にコンセプトショップ「銀座やまう」をオープンした。

## 社名
創業当初の個人商店、1948年の合資会社設立時点の名称は「梅澤商店」で、1952年の株式会社化に際し社長のフルネームから「株式会社梅澤敏雄商店」となる。1963年3月に「やまうの漬物工業株式会社」に改称したが、覚えてもらいにくさもあり、1990年2月に「やまう株式会社」に社名変更した。梅澤の郷里の山梨の「山」と、頭文字の「う」から採った商標は創業当時から使われている。

## 広告
ブランドや商品の周知を図るべく、1960年4月より日本テレビに古今亭志ん朝を起用したテレビCMを放映。ニッポン放送では林家三平を起用したラジオCMを流した。昭和50年代に伊藤アキラ作詞・高井達雄作曲で沢リリ子が歌うコマーシャルソング、1990年には西岡千恵子によるサウンドロゴが制作された。1989年7月には、文化放送『お元気ですか高島忠夫です』内の箱番組『高島忠夫の味な話』を提供した。主婦向けの雑誌を中心に活字媒体への広告展開も行い、1962年前後には代官山駅近くの東急東横線沿いに看板を設置していた。2000年にはM.C.BOOによる「山クラゲ」のラップ調のCMが作られ、その一節の「ちっちゃなごちそう、やまう」はCIに使用された。

## 社屋・工場

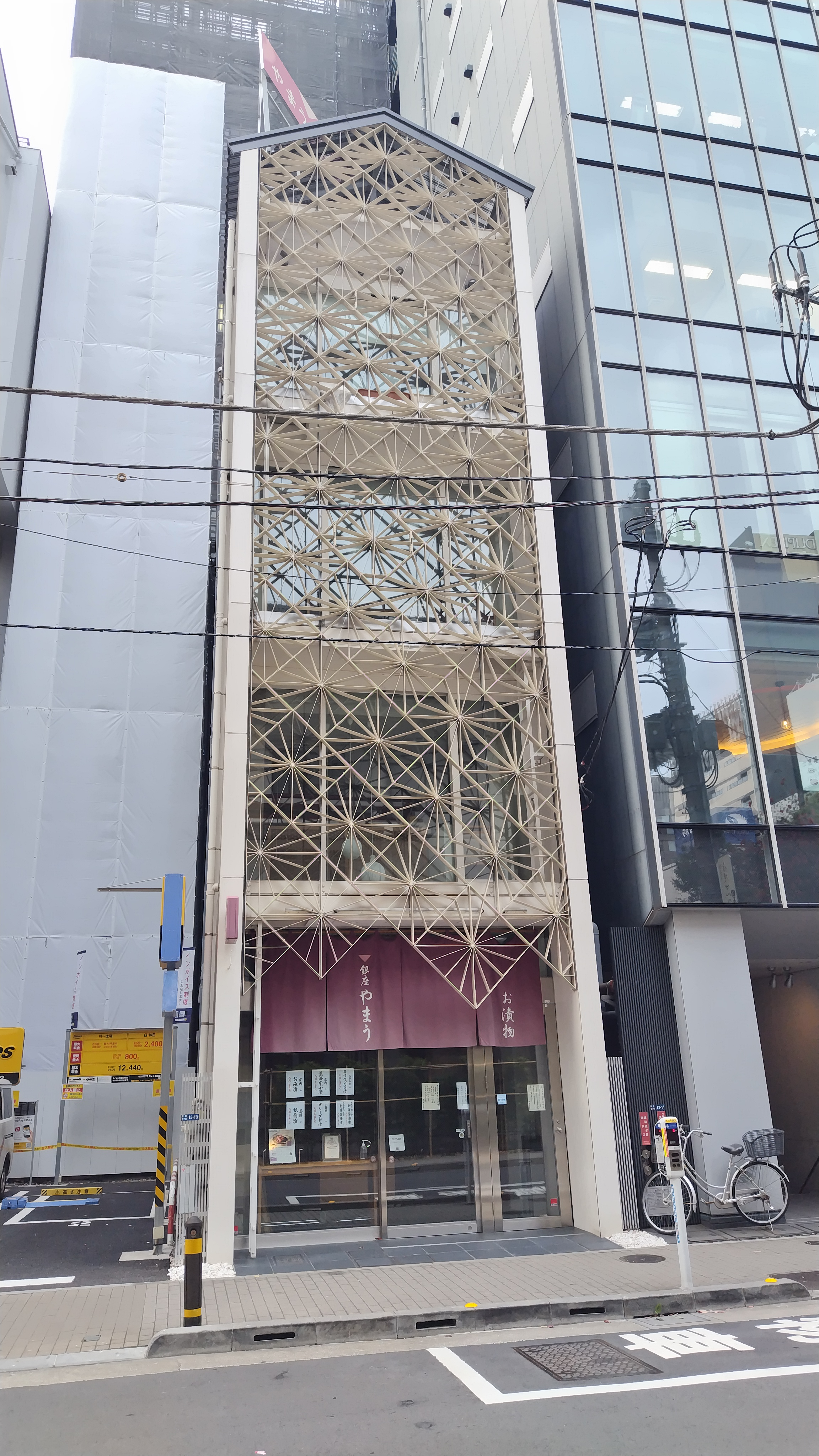
歌舞伎座の隣にある販売店「銀座やまう」。2・3階には茶房がある。

創業の地は目黒区上目黒7-982で、創業翌年の1947年2月までに近隣に2度移転している。1979年2月に移転するまでの本社は木造2階建ての住宅を改造した1階に総務部、旧麻布小学校を移築した倉庫に社長室と営業部がある簡素なものであったが、1978年6月に大橋1丁目6番8号に鉄筋コンクリート造4階建ての新社屋を着工、翌年2月に完成した。旧社屋跡地には6階建ての賃貸ビルが建設され、ポリドール・レコードが入居した。本社は改修のため2023年7月18日から2024年1月31日までの予定で、千代田区神田小川町に仮移転している。
本社工場と1954年8月に上目黒8-389に完成した第二工場、1955年10月に練馬区谷原1丁目に完成した第三工場（練馬工場）で生産を行ってきたが、1965年に群馬県邑楽郡明和村の工場誘致に応じ、群馬工場を建設。1966年に第1期工事が完成し、生産を集約した。1988年には、岡山県高梁市にやまうの漬物工業が100%出資する製造子会社「株式会社朝菜」設立。2016年2月には中央区銀座4丁目に直営店の運営を行う「株式会社銀座やまう」を設立し、翌年1月に開店した。